# Aspidaspis longiloba
Aspidaspis longiloba  (лат.) — вид полужесткокрылых насекомых-кокцид рода Aspidaspis из семейства щитовки (Diaspididae).

## Распространение
Африка: Египет (Upper Egypt, Armant).

## Описание
Мелкие щитовки округлой формы о беловатого до коричневого цвета. Диаметр взрослых самок 0,8 мм.
Питаются соками таких двудольных растений, как Tamarix sp., (Tamaricaceae), Atraphaxis spinosa sp. (Polygonaceae).
Вид был впервые описан в 1923 году энтомологом У. Холлом (Hall, W. J.) как Targionia longiloba.
Таксон Aspidaspis longiloba включён в состав рода Aspidaspis вместе с таксонами Aspidaspis arctostaphyli, Aspidaspis densiflorae, Aspidaspis dentiloba, Aspidaspis florenciae, Aspidaspis gainesi, Aspidaspis tubulifera и другими.